# محدوده ردلاین

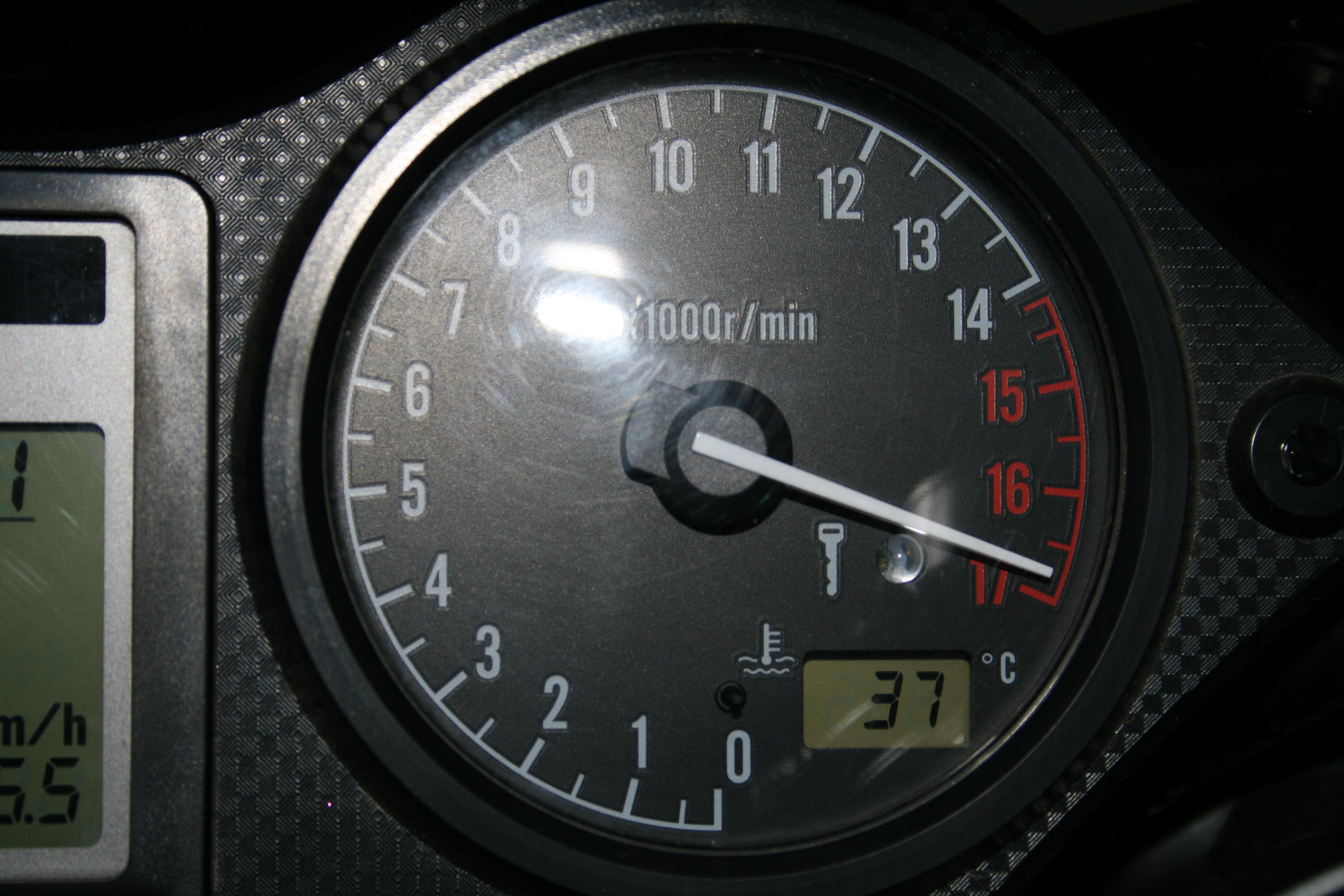
دور سنج که خطوط قرمز بالای ۱۴۰۰۰ دور در دقیقه را نشان می‌دهد

ردلاین یا خط قرمز به آستانه محدوده خطر یک موتور احتراق داخلی اشاره دارد که اجزای داخلی آن در این محدوده در معرض آسیب شدید قرار خواهند گرفت ردلاین یک موتور احتراق داخلی بعد از حداکثر سرعت مجازی که یک موتور احتراق داخلی و اجزای آن به گونه ای طراحی شده‌اند که می‌توانند بدون آسیب رساندن به قطعات یا سایر قسمت‌های موتور کار کنند، مشخص می‌شود.
اصطلاح واقعی ردلاین یا خط قرمز از نوارهای قرمز رنگی می‌آید که روی سرعت سنج در اتومبیل‌ها با شروع دور در دقیقه که نشان دهنده خط قرمز برای موتور خاص است، نمایش داده می‌شود. کارکردن موتور در این ناحیه به عنوان خط قرمز شناخته می‌شود. سرگردانی در این ناحیه معمولاً به معنای خرابی فوری موتور نیست، اما ممکن است احتمال آسیب رساندن به موتور را افزایش دهد.

## تنوع خط قرمز
شتاب، یا نرخ تغییر در سرعت پیستون، عامل محدود کننده است. شتاب پیستون به‌طور مستقیم با بزرگی نیروهای G که توسط مجموعه شاتون پیستون تجربه می‌شود، متناسب است. تا زمانی که نیروهای G وارد بر مجموعه شاتون پیستون ضرب در جرم خودشان کمتر از مقاومت فشاری و کششی موادی باشد که از آنها ساخته شده‌اند و تا زمانی که از حد بار تحمل تجاوز نکند، موتور می‌تواند با به راحتی و بدون تسلیم شدن در برابر شکست فیزیکی یا سازه ای کار کند.
خطوط قرمز از چند صد دور در دقیقه (دور در دقیقه) (در موتورهای بسیار بزرگ مانند موتورهای قطار و ژنراتورها) تا بیش از ۱۰۰۰۰ دور در دقیقه (در موتورهای کوچکتر معمولاً با کارایی بالا مانند موتورسیکلت‌ها، برخی خودروهای اسپورت و بدون پیستون) متفاوت است. موتورهای دیزلی معمولاً خطوط قرمز کمتری نسبت به موتورهای بنزینی با اندازه مشابه دارند که عمدتاً به دلیل محدودیت‌های اتمیزه کردن سوخت است. حتی یک موتور دیزلی کوچک، مانند یانمار 2GM20 که در یک قایق بادبانی یافت می‌شود، دارای یک خط قرمز ۳۴۰۰ دور در دقیقه پیوسته، با حداکثر امتیاز ۱ ساعته ۳۶۰۰ دور در دقیقه است. موتورهای خودروهای بنزینی معمولاً دارای خط قرمز در حدود ۵۵۰۰ تا ۷۰۰۰ دور بر دقیقه هستند. خودروی گوردون ماری تیپ ۵۰ بالاترین خط قرمز را در بین خودروهای جاده ای با موتور پیستونی با سرعت ۱۲۱۰۰ دور در دقیقه دارد. موتور رنسیس در مزدا RX-8 بالاترین خط قرمز را در بین خودروهای جاده ای با موتور چرخشی وانکل تولیدی با ۹۰۰۰ دور بر دقیقه دارد.
در مقابل، برخی از موتورهای قدیمی OHV خطوط قرمز تا ۴۸۰۰ دور در دقیقه داشتند، بیشتر به دلیل طراحی و ساخت موتورهایی است که در اواخر دهه ۱۹۶۰ تا اوایل دهه ۱۹۹۰ برای قدرت و اقتصاد پایین طراحی و ساخته شدند. یکی از دلایل اصلی که موتورهای OHV خطوط قرمز کمتری دارند، شناور بودن سوپاپ است. در سرعت‌های بالا، فنر سوپاپ به سادگی نمی‌تواند شیر یا غلتک را روی میل بادامک نگه دارد. پس از باز شدن سوپاپ، فنر سوپاپ نیروی کافی برای فشار دادن جرم بازو، میله فشار و بالابر روی بادامک را قبل از چرخه احتراق بعدی را ندارد. موتورهای سر صاف می‌توانند خطوط قرمز حتی کمتری داشته باشند. به عنوان مثال، یونیورسال اتمی ۴، که معمولاً به عنوان نیروی کمکی در قایق‌های بادبانی از دهه ۱۹۵۰ تا ۱۹۸۰ استفاده می‌شد، دارای یک خط قرمز فقط ۳۵۰۰ دور در دقیقه است. موتورهای بادامک سقفی بسیاری از اجزا و جرم متحرک مورد استفاده در موتورهای OHV را حذف می‌کنند. با این حال، خطوط قرمز کمتر لزوماً به معنای عملکرد پایین نیست.
موتورهای موتورسیکلت به دلیل جرم رفت و برگشتی نسبتاً کمتری که دارند می‌توانند خطوط قرمز بالاتری داشته باشند. به عنوان مثال، هوندا سی بی آر ۲۵۰ آرآر مدل ۱۹۸۶–۱۹۹۶ دارای خط قرمز حدود ۱۹۰۰۰دور بر دقیقه است. خطوط قرمز برخی از خودروهای فرمول یک، با سرعت موتورهای بیش از ۲۰۰۰۰ دور بر دقیقه بوده‌است و در موتورهای ۲٫۴ لیتری V8 کوزوورث و رنو در فصل ۲۰۰۶ نیز همین گونه بود.

## محدودکننده و پیاده‌سازی
اکثر خودروهای مدرن دارای سیستم‌های کامپیوتری هستند که با قطع جریان سوخت از طریق انژکتورهای سوخت / ریل سوخت (در موتور با انژکتور مستقیم) / کاربراتور یا با غیرفعال کردن سیستم جرقه‌زنی تا زمانی که موتور به یک نقطه کاهش یابد، از انحراف بیش از حد موتور به خط قرمز جلوگیری می‌کند. این دستگاه به عنوان یک محدود کننده دور شناخته می‌شود و معمولاً روی مقدار RPM در خط قرمز یا چند صد دور در دقیقه بالاتر تنظیم می‌شود. اکثر واحدهای کنترل الکترونیکی (ECU) خودروهای گیربکس اتوماتیک قبل از اینکه موتور به خط قرمز برسد، حتی با حداکثر شتاب، دنده را بالا می‌برند (ECU در گیربکس اتوماتیک خودروهای اسپرت به موتور اجازه می‌دهد تا به خط قرمز نزدیکتر شود یا قبل از تعویض دنده به خط قرمز ضربه بزند). در صورت استفاده از نادیده گرفتن دستی، ممکن است موتور برای مدت کوتاهی از خط قرمز عبور کند تا اینکه ECU برای عقب‌نشینی یا تعویض خودکار آن، برق را قطع کند. هنگامی که خودرو در دنده بالایی قرار دارد و موتور در خط قرمز قرار دارد (به دلیل سرعت بالا)، ECU سوخت موتور را کاهش می‌دهد و آن را مجبور می‌کند سرعت خود را کاهش دهد تا زمانی که موتور زیر خط قرمز شروع به کار کند و در این نقطه سوخت را به موتور باز می‌کند. موتور، اجازه می‌دهد تا یک بار دیگر کار کند.
با این حال، حتی با این سیستم‌های حفاظت الکترونیکی، خودرو از درگیر شدن ناخواسته دنده جلوگیری نمی‌کند. اگر راننده هنگام تلاش برای تعویض دنده تصادفاً دنده پایین‌تری را انتخاب کند یا در هنگام تعویض دنده دنده‌ای پایین‌تر از آنچه در نظر گرفته شده انتخاب کند (مانند گیربکس دستی متوالی موتور سیکلت)، موتور مجبور می‌شود به سرعت دور خود را افزایش دهد تا با سرعت گیربکس مطابقت داشته باشد. . اگر این اتفاق در حالی رخ دهد که موتور در دورهای بالا است، ممکن است به‌طور چشمگیری از خط قرمز فراتر رود. به عنوان مثال، اگر اپراتور با دنده ۳ نزدیک به خط قرمز رانندگی کند و بخواهد به دنده ۴ تغییر دهد اما ناخواسته خودرو را به اشتباه در ۲ قرار دهد، گیربکس بسیار سریعتر از موتور می‌چرخد و هنگامی که کلاچ آزاد می‌شود موتور دور در دقیقه به سرعت افزایش خواهد یافت. این منجر به ترمز خشن و بسیار قابل توجه موتور و آسیب احتمالی موتور می‌شود. این اغلب به دلیل احتمال آسیب دیدن موتور و هزینه تعمیر موتور، به عنوان «افزایش هزینه» شناخته می‌شود.
خط قرمز در یک موتور دیزل می‌تواند ناشی از دریافت سوخت موتور از یک منبع ناخواسته باشد، مانند بخار قابل اشتعال در هوای ورودی، یا شکستگی مهر و موم روغن در توربوشارژر. این به عنوان فرار موتور دیزل شناخته می‌شود و می‌توان آن را با مسدود کردن ورودی هوا یا باز کردن دریچه رفع فشار متوقف کرد.